# 坂下麻衣
坂下 麻衣（さかした まい、1983年1月14日 - ）は、日本の元AV女優。
身長:164cm。スリーサイズ:B84・W59・H86。血液型:A型。

## 略歴
東京都出身。2000年代前半に活動した。2003年、スカウトをきっかけに宇宙企画（メディアステーション）からAVデビュー。激しいカラミとハードな演技が売りの女優であった。
デビュー後わずか1年の間に多種多様な作品を残して、2004年9月にAV界を去った。
肉体を酷使する過酷な演技や難しい体位も難なくこなすことができ、「四十八手」に挑戦した作品もある。

## 出演作品

### アダルトビデオ
- ペガサスの秘密（2003年2月28日（レンタル）/ 2003年3月28日（セル）、宇宙企画）※デビュー作
- ヤミツキ（2003年3月23日、宇宙企画）
- ピンクパニック（2003年4月27日、宇宙企画）
- FUCK☆STAR（2003年5月23日、宇宙企画）

### COS・GIRL（2003年6月15日、宇宙企画）
- プレミア・ミックス（2003年6月27日、宇宙企画）
- 本能 リアルAV女優（2003年7月13日、宇宙企画）
- 坂下麻衣 Lovely Mix（2003年8月29日、宇宙企画）
- 坂下麻衣4時間（2003年9月19日、ミリオン（ケイ・エム・プロデュース））
- 裏・坂下麻衣（2003年10月17日、ミリオン（ケイ・エム・プロデュース））
- 超ヤリまくり!イキまくり!24時間!!（2003年11月20日、SODクリエイト）
- 坂下麻衣のオナニーのお手伝いしてあげる（2003年12月18日、SODクリエイト）
- 真 絶対服従 八（2003年、ゴーゴーズ）
- 真・秘技伝授 四十八手入門 その壱（2004年1月22日、SODクリエイト）共演:長谷川いずみ
- 真・秘技伝授 四十八手入門 その弐（2004年1月22日、SODクリエイト）共演:長谷川いずみ
- 街でウワサの風俗ビル 4号店（2004年2月6日、ワープエンタテインメント）
- ドリームウーマン×ザーメン酔拳DX4（2004年2月15日、MOODYZ）
- 強淫受精2（2004年2月20日、プレステージ）
- デジタルモザイク Vol.31（2004年3月1日、MOODYZ）
- 悪女宣言（2004年3月1日、ワンズファクトリー）
- 雌女anthology #005（2004年3月5日、アウダースジャパン）
- ザーメンby女教師 4（2004年3月7日、ワープエンタテインメント）
- 超-股間のアングル（2004年4月1日、ワンズファクトリー）
- ワープスペシャル（2004年4月3日、ワープエンタテインメント）
- 超勃起 睾丸マッサージ姫 2（2004年4月3日、ディープス）
- 生徒会長[ごっくん選挙活動]（2004年4月3日、ドリームチケット）
- 極・本番（2004年4月9日、GLAY'z）
- 新・秘密ザーメン倶楽部 第二章（2004年4月15日、SODクリエイト）
- 女教師 全裸授業中出し20連発（2004年4月15日、アイエナジー）
- ドリーム学園 9（2004年4月15日、MOODYZ）共演:ゆりあ、吉澤レイカ、月野しずく、天野♥こころ、水咲涼子、上条えりか、平井まりあ
- FACE69（2004年4月16日、アウダースジャパン）
- 裏FACE催眠V（2004年4月16日、アウダースジャパン）
- 超高級美少女レズ・ソープ嬢 5（2004年5月3日、ディープス）共演:真咲菜々、北嶋若菜、大城楓
- 元祖デマンドの種 アダルトバラエティ決定版（2004年5月3日、SODクリエイト）他出演:夏目ナナ、黒沢愛、天使美樹、桜井彩美、田村麻衣、ミュウ、ナンシー、千堂まこと、林葉直子(特別出演)
- 極乱（2004年5月7日、GLAY'z）
- DIGITAL CHANNEL（2004年5月8日、アイデアポケット）
- 絶対服従リベンジ4 雌犬調教編2（2004年5月14日、ゴーゴーズ）他出演:佐々木空、皇怜海、灘ジュン、涼風杏菜、姫咲しゅり
- 絶対服従リベンジ6 水責め・泥水責め編2（2004年5月14日、ゴーゴーズ）他出演:筒見友、星野桃、佐々木空、星月まゆら、三浦沙耶香、皇怜海、灘ジュン、涼風杏菜、姫咲しゅり
- 黒沢愛&坂下麻衣 Wファン感謝デー2days バトルトーナメント（2004年5月20日、SODクリエイト）共演:黒沢愛
- 黒沢愛&坂下麻衣 Wファン感謝デー2daysバトルトーナメント プレミアムコレクション（2004年5月20日、SODクリエイト）共演:黒沢愛
- わくわく痴漢ランド 4（2004年6月4日、ディープス）
- REAL WORLD 3（2004年6月8日、（アタッカーズ）
- 初めてのアナル 5th（2004年6月15日、MOODYZ）
- 坂下麻衣 完全版（2004年7月1日、ワンズファクトリー）
- 天翔騎神 ペガサス（2004年7月8日、アイエナジー）
- ビージーン22（2004年7月9日、桃太郎映像出版）
- エロエロにして…（2004年8月10日、イー・コンプレックス）
- Final（2004年9月17日、桃太郎映像出版）※引退作
- PRESTIGE ACTRESS 02（2004年12月3日、プレステージ）他出演:水咲涼子、若葉かおり 他
- エロメガネ（2005年9月1日、ワンズファクトリー）他出演:紅音ほたる、萩原めぐ、高木千花、松岡理穂、松浦美和、松島やや、紗月結花

## 出演

### テレビドラマ
- 特命係長 只野仁 1stシーズン 第10話（2003年、テレビ朝日）